# 월리스날개구리
월리스날개구리(Rhacophorus nigropalmatus)는 말레이 반도에서 인도네시아 서부에 걸쳐 사는 개구리이다. 이름은 처음으로 이 개구리의 표본을 수집해 동정하게 한 앨프리드 월리스에서 따웠다.